# Cristina de Waldeck-Wildungen
Cristina de Waldeck-Wildungen (en alemany Christina von Waldeck-Wildungen) va néixer a Wildungen (Alemanya) el 29 de desembre de 1614 i va morir a Homburg el 7 de maig de 1679. Era filla de Cristià de Waldeck-Wildungen (1585-1637) i d'Elisabet de Nassau-Siegen (1584-1661).

## Matrimoni i fills
L'11 de setembre de 1642 es va casar amb el comte Ernest de Sayn-Wittgenstein-Homburg (1599-1649), fill de Jordi II de Sayn-Wittgenstein (1565-1631) i d'Elisabet de Nassau Weilbur (1572-1607). El matrimoni va tenir tres fills:
- Anna Amàlia (1641-1685), casada amb el comte Casimir de Lippe (1627-1700).
- Cristina (1646-1678), casada amb Frederic de Nassau-Weilburg (1640-1675)
- Cristià (1647-1704).